# Шишова, Ирина Александровна
Ири́на Алекса́ндровна Шишо́ва (5 декабря 1927, Ленинград — 4 марта 2010, Санкт-Петербург) — советский и российский антиковед-эллинист. Доктор исторических наук (1989), сотрудник Санкт-Петербургского филиала Ин-та русской истории РАН.

## Биография
Окончила исторический факультет ЛГУ, специализировалась по кафедре истории древней Греции и Рима, там же прошла аспирантуру, ученица А. И. Доватура и К. М. Колобовой. В 1953 году защитила кандидатскую диссертацию «Торговая политика Афин в IV в. до н. э.», в 1989 году — докторскую диссертацию «Древнегреческое законодательство и становление античного рабства» (издана в 1991 г. в виде монографии «Раннее законодательство и становление рабства в античной Греции»).
С 1957 года до выхода на пенсию сотрудница ЛОИИ АН СССР.
Была замужем за специалистом по истории Римской республики Б. П. Селецким (1922—1991).

## Избранные научные труды

### Монографии
- Нейхардт А. А., Шишова И. А. Семь чудес древнего мира. — М.; Л.: Наука, (Ленингр. отд-ние), 1966. — 136, [20] с. — (Из истории мировой культуры). — 100 000 экз.
  - Переизд. под загл.: Семь чудес древней Ойкумены / Отв. ред. Э. Д. Фролов. — М.: Наука. — 129, [8] с. — 50 000 экз. — ISBN 5-02-004735-X.
- Каллистов Д. П., Нейхардт А. А., Шифман И. Ш., Шишова И. А. Рабство на периферии античного мира. Л.: Наука, 1968. — (Исследования по истории рабства в античном мире).
- Народы нашей страны в истории Геродота. Тексты. Перевод. Комментарий / Под ред. А. И. Доватура, Д. П. Каллистова и И. А. Шишовой. М.: Наука, 1982. — (Древнейшие источники по истории народов СССР).
- Шишова И. А. Раннее законодательство и становление рабства в античной Греции. Л., 1991.

### Статьи
- Шишова И.А. Античная традиция о Дримаке // Античное общество. Труды конференции по изучению античности. М., 1967. С. 85—91.
- Шишова И.А. Реформы Филолая // Вестник древней истории. 1970. № 4. С. 64—72.
- Шишова И.А. О статусе пенестов // Вестник древней истории. 1975. № 3. C. 39—57.
- Шишова И.А. О достоверности географических сведений в скифском рассказе Геродота // Летописи и хроники, 1980. М., 1981. С. 14—26.
- Шишова И.А. Представления об Океане у античных авторов // Вестник древней истории. 1982. № 3. С. 114—126.
- Шишова И.А. Аристотель о раннегреческом полисе // Проблемы античного источниковедения. М.; Л., 1986. С. 133—141.
- Голубцова Е. С., Кнабе Г. С., Маринович Л. П., Маяк И. Л., Свенцицкая И. С., Фролов Э. Д., Шишова И. А. Проблемы методологии изучения античного мира // Вестник древней истории. 1994. № 1. С. 33—44.